# Kosmos 2227
Kosmos 2227, ruski ELINT (radioelektronsko izviđanje) satelit iz programa Kosmos. Vrste je Celina-2 (br. 4L).
Lansiran je 25. prosinca 1992. godine u 5:56 s kozmodroma Bajkonura u Kazahstanu, startnoga kompleksa br. 45L. Lansiran je u nisku orbitu oko planeta Zemlje raketom nosačem Zenit-2 11K77. Orbita mu je 848 km u perigeju i 854 km u apogeju. Orbitni nagib je 71,02°. Spacetrackov kataloški broj je 22284. COSPARova oznaka je 1992-093-A. Zemlju obilazi za 101,95 minuta. Pri lansiranju bio je mase 6600 kg. 
Tijekom misije otpalo je nekoliko dijelova (poklopaca motora) koji su ostali u orbiti, kao i glavni satelit.

## Vanjske poveznice
- N2YO.com Search Satellite Database
- Celes Trak SATCAT Format Documentation (engl.)